# Ton Boot
Antoine Boot, detto Ton (Amsterdam, 16 ottobre 1940), è un ex cestista e allenatore di pallacanestro olandese.

## Carriera
Con i Paesi Bassi ha disputato quattro edizioni dei Campionati europei (1961, 1963, 1967, 1975).

## Palmarès

### Giocatore
- Campionato olandese: 1

Blue Stars: 1969-70

### Allenatore
- Campionato olandese: 14

EBBC Den Bosch: 1978-79, 1979-80, 1982-83, 1983-84, 1984-85
Noordkop: 1988-89, 1989-90, 1990-91, 1991-92
Amsterdam: 1998-99, 1999-00, 2000-01, 2001-02
Donar Groningen: 2003-04
- Campionato belga: 1

Ostenda: 1994-95
- Coppa d'Olanda: 1

Noordkop: 1992
Amsterdam: 1999
Donar Groningen: 2005
- Coppa del Belgio: 1

Ostenda: 1997